# Bylot-Insel

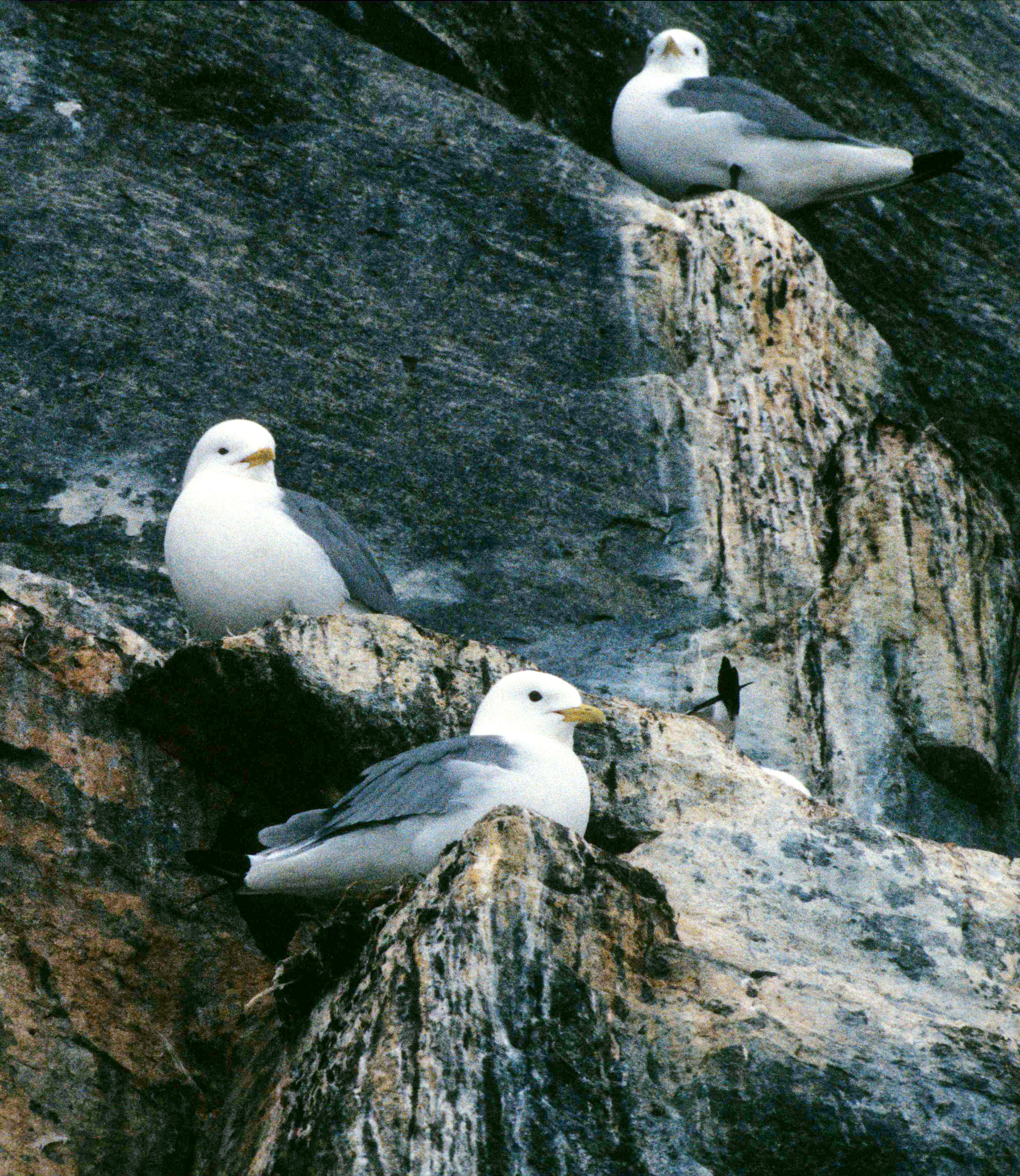
Dreizehenmöwen auf den Klippen von Cape Graham Moore (Südostspitze der Bylot-Insel an der Baffin Bay)

Die Bylot-Insel, Teil des Sirmilik-Nationalparks, ist unmittelbar gegenüber dem Nordende der Baffininsel im kanadischen Territorium Nunavut gelegen und von dieser im Süden durch den Pond-Meeresarm, im Südwesten durch den Eclipse-Sund und im Westen durch den Navy-Board-Meeresarm getrennt. An ihrer Nordostseite treffen die Ozeanströmungen der Baffin Bay und des Lancastersunds zusammen. Mit einer Fläche von 11.067 km² ist sie die siebzehntgrößte Insel Kanadas und die einundsiebziggrößte Insel der Erde.
Das gebirgige Zentralmassiv der Insel, das einen Teil der Arktischen Kordillere bildet, steigt auf knapp 2000 Meter an und ist etwa zur Hälfte mit einer Eiskappe bedeckt. Von ihr fließen über 500 meist noch unbenannte Gletscherzungen teils bis zum Meer, teils in die Tiefebenen der Insel, die Lowlands. Von Südosten nach Nordwesten wird die Insel von der Gebirgskette der Byam Martin Mountains überquert, deren höchster Berggipfel der zentral gelegene, 1951 Meter hohe Angilaaq Mountain ist. Die Küsten der Insel sind überwiegend durch steile, palisadenartig aufsteigende Felsen und meerwärts wandernde Gletscher charakterisiert. Flachere und von vielen Gletscherbächen durchzogene Küstenstriche befinden sich an der Nordostküste, an der Nordwestspitze und in der durch Hoodoos bekannten südwestlichen Küstenregion.
Die Bylot-Insel ist aufgrund ihrer am Cape Hay im Nordwesten am Lancaster-Sund und rund um das Cape Graham Moore im Südosten am Übergang des Pond-Meeresarmes in die Baffin Bay steil aufragenden Felsen ein Vogelparadies. Mehr als 50 Vogelarten wurden hier beobachtet, darunter etwa 320.000 Dickschnabellummen, 50.000 Dreizehenmöwen und 100.000 Große Schneegänse. Zu ihrem Schutz wurde 1965 das Bylot Island Migratory Bird Sanctuary eingerichtet.
Besiedelt wurde die Insel schon vor mehr als 4000 Jahren durch Angehörige der Dorset-Kultur und der Thule-Kultur, wie auch durch deren Nachfolger, die Inuit. Im 17. Jahrhundert drangen William Baffin und Robert Bylot, nach dem die Insel benannt ist, zum Lancastersund vor. Die erste Landung erfolgte 1818 unter John Ross, der in der Possession Bay die britische Fahne hissen ließ und das Land für Großbritannien in Besitz nahm. Erst 1872 wurde erkannt, dass Possession Bay nicht zur Baffin-Insel gehört. 1906 wurde die Bylot-Insel durch Kapitän Joseph Elzéar Bernier zu einem Teil des kanadischen Staatsgebiets erklärt. Nach 1910 befand sich am Button Point nahe Cape Graham Moore für ein paar Jahre ein Handelsposten, dessen Relikte noch zu sehen sind. Dauerhaft bewohnt ist die Insel heute nicht mehr.